# Casimiroa emarginata
Casimiroa emarginata là một loài thực vật có hoa trong họ Cửu lý hương. Loài này được Standl. & Steyerm. mô tả khoa học đầu tiên năm 1944.